# Zankovci
 Zankovci  (olaszul:  Zancovici) falu Horvátországban, Isztria megyében. Közigazgatásilag Kršanhoz tartozik.

## Fekvése
Az Isztriai-félsziget északkeleti részén, Labintól 20 km-re, községközpontjától 9 km-re északra fekszik.

## Története
A falunak 1880-ban 184, 1910-ben 208 lakosa volt. Lakói főként mezőgazdasággal foglalkoztak. 2011-ben 8 lakosa volt.

## Lakosság
| Lakosság változása | Lakosság változása | Lakosság változása | Lakosság változása | Lakosság változása | Lakosság változása | Lakosság változása | Lakosság változása | Lakosság változása | Lakosság változása | Lakosság változása | Lakosság változása | Lakosság változása | Lakosság változása | Lakosság változása | Lakosság változása |
| ------------------ | ------------------ | ------------------ | ------------------ | ------------------ | ------------------ | ------------------ | ------------------ | ------------------ | ------------------ | ------------------ | ------------------ | ------------------ | ------------------ | ------------------ | ------------------ |
| 1857               | 1869               | 1880               | 1890               | 1900               | 1910               | 1921               | 1931               | 1948               | 1953               | 1961               | 1971               | 1981               | 1991               | 2001               | 2011               |
| 0                  | 0                  | 184                | 170                | 180                | 208                | 0                  | 0                  | 163                | 141                | 114                | 58                 | 28                 | 21                 | 10                 | 8                  |